# Юссуф Траоре (івуарійський футболіст)
Юссуф Траоре (фр. Youssouf Traoré, нар. 29 січня 1991) — івуарійський футболіст, захисник клубу «Мон-д'Ор Азерг».

## Ігрова кар'єра
Народився в Кот-д'Івуарі і починав займатися футболом на батьківщині, в клубі «Атлетік Аджаме». Пізніше, в 2009 році він став гравцем молодіжного складу швейцарського клубу «Янг Бойз». Тим не менш, потрапивши в першу команду, він не зміг там закріпитися і за п'ять років зіграв лише п'ять матчів у чемпіонаті. Побувавши в річній оренді в «Лозанні», в 2010 році став учасником матчу, коли «Лозанні» вдалося вибити московський «Локомотив» в серії після-матчевих пенальті в Лізі Європи УЄФА. 
З 2014 році Траоре став виступати у Франції за місцеві аматорські нижчолігові колективи.